# Al-Mursalat

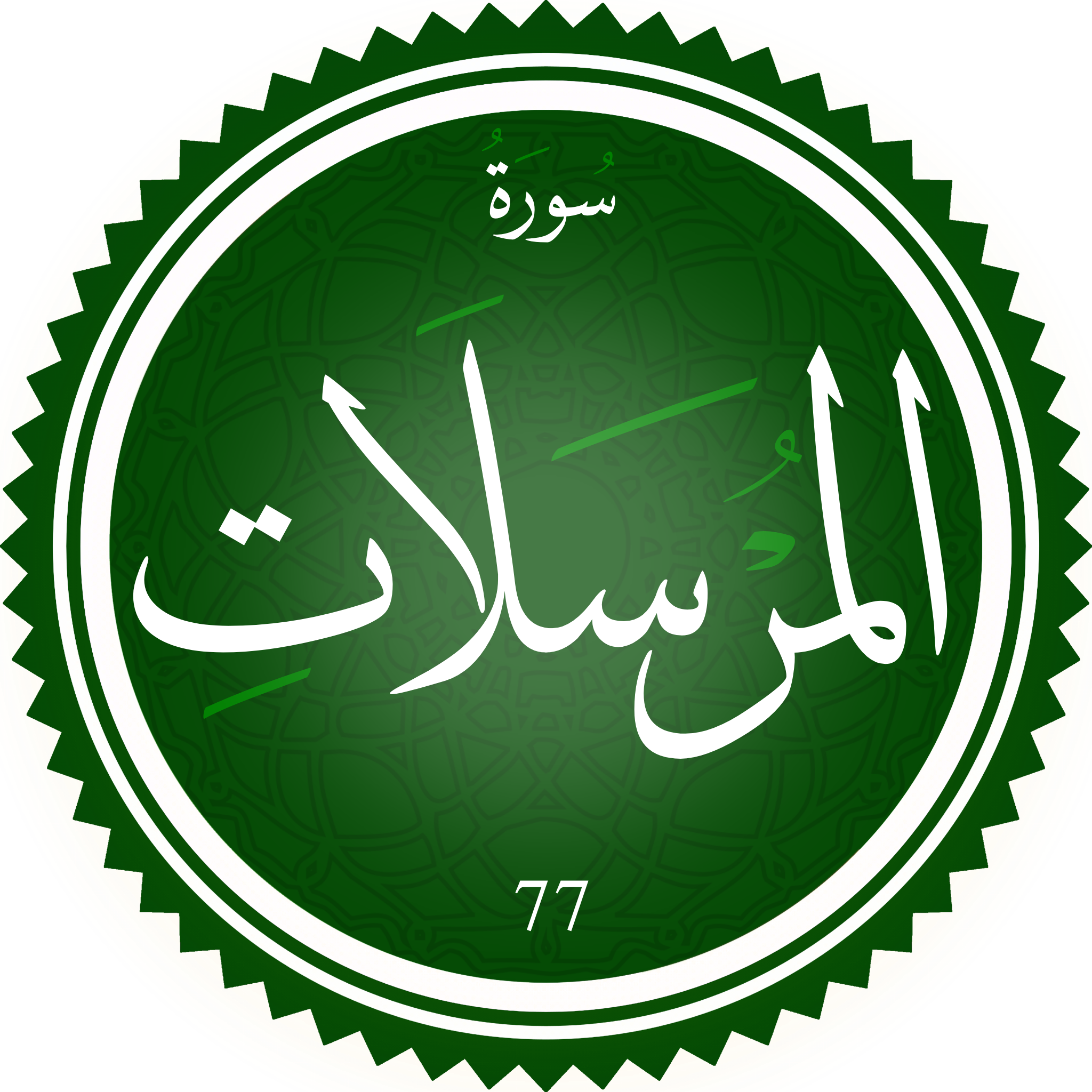
Sura al-Mursalat.

Al-Mursalāt (arabiska: سورة المرسلات) ("De som sänds ut") är den sjuttiosjunde suran i Koranen med 50 verser (ayah). Den skall ha uppenbarats för profeten Muhammed under dennes period i Mekka. Suran är uppkallad efter den första versen: "Jag kallar till vittnen [vindarna] som sänds ut, en efter en" Den reciteras vanligen under kvällsbönen (maghrib).
Suran påminner om att Domedagen (yawm al-qiyamah) stundar och att människorna måste förbereda sig inför detta:
| ” | [7] Det som har lovats er skall helt visst komma, [8] när stjärnorna förlorar sitt ljus, [9] och himlen rämnar, [10] och bergen [smulas sönder till stoft] som skingras för vinden, [11] och timmen slår då sändebuden kallas fram [för att vittna]. [12] Vilken är den Dag då detta skall ske? [Det är] Åtskillnadens dag! | „ |